# وجدة (فلم)
وجدة فيلم سعودي من إخراج وكتابة هيفاء المنصور صدر سنة 2012، يعتبر أول فيلم روائي طويل يتم تصويره بالكامل في المملكة العربية السعودية. يروي الفيلم قصة إنسانية، يحتفي بقيم مثل حب الحياة والإصرار والعمل الدؤوب ويشمل إسقاطات على وضع المرأة السعودية، هو من بطولة الطفلة وعد محمد وريم عبد الله التي لعبت دور الأم.

## الحبكة
تدور أحداث الفيلم حول فتاة اسمها 'وجدة' (وعد محمد)، التي تنتمي لعائلة من الطبقة الفقيره، والدها (سلطان العساف)موظف في شركة بترول وهو غائب طيلة الوقت، ووالدتها (ريم عبد الله) موظفة في مستشفى تعاني يومياً من سائقها الباكستاني، وتحمل مخاوف ذهاب زوجها إلى امرأة أخرى بسبب ام زوجها التي تريد ان تختار له امرأة أخرى. تحلم وجدة دائما بامتلاك دراجة خضراء معروضة في أحد متاجر الألعاب القريبة من منزلها، على الرغم من أن ركوب الدراجات محظور على الفتيات وممنوع باسباب خاصة مثل الخوف عليهن، كي تتسابق مع ابن جيرانهم في شوارع «الحارة»، إلا أنها تخطط لتوفير مبلغ من المال يكفي لشراء تلك الدراجة الخضراء، وذلك عبر بيع بعض الأغراض الخاصة بها والتي تصنعها بيدها، لكن خطتها تنكشف، وتجد نفسها أمام سبيل وحيد وهو المشاركة في مسابقة لتحفيظ القرآن والفوز بها من أجل تحقيق حلمها بامتلاك الدراجة.

## الممثلون
- وعد محمد وجدة،
- ريم عبد الله الأم،
- عبدالرحمن الجهني عبد الله،
- سلطان العساف الأب،
- عهد كامل مديرة المدرسة،
- نوف سعد مدرسة القرآن،
- إبراهيم المزيعل صاحب محل الألعاب،
- رفا الصانع فاطمة،
- العنود سجيني فاتن

## الإنتاج
بعد فوز هيفاء المنصور بجائزة الشاشة على نص فيلم «وجدة» في مهرجان أبوظبي السينمائي سنة 2009، عملت هيفاء المنصور لمدة خمس سنوات على كتابة السيناريو والعمل مع رومان بول وجيرهارد ميكسنر كي يرى الفيلم النور، بالإضافة لفهد السكيت الرئيس التنفيذي لشركات روتانا لدعمه للفيلم منذ اللحظات الأولى. كانت شركة ريزر فيلم الألمانية هي المنتجة، بمشاركة وروتانا ستوديوز وشركة هاي لوك، والمبيعات العالمية كانت مع شركتي يونايتد تلنت إيجنسي الأمريكية، وماتش فاكتري من ألمانيا. ويعتبر بذلك الفيلم التعاون المشترك الأوروبي الأول في دول الخليج العربي.
بداية التصوير بدأ في فبراير 2012 وصل بعد ذلك كامل الطاقم الألماني وعددهم 30 شخصاً وتم تكوين فريق عمل من الرياض عدده تقريباً 40 شخصاً، ووضع جدولاً للتصوير كان عبارة عن 30 يوماً، وأنهي التصوير خلال هذه المدة، وكانت عبارة عن 10 ساعات تصوير بشكل يومي. ويعتبر أول فيلم روائي يصوّر بالكامل داخل المملكة وصوّر بتصريح رسمي تماما مثل أي مسلسل تلفزيوني يتم تصويره في المملكة العربية السعودية، ممثلا خطوة كبيرة في مسيرة السّينما السّعوديّة. وتابعت مخرجة هيفاء المنصور الفيلم مشاهد التصوير الخارجي من داخل سيارة كبيرة تم تحويلها لغرفة كنترول تحوي جميع شاشات التصوير، ومن خلالها تواصلت المنصور مع الفريق عبر أجهزة اتصال لاسلكية، وتعتبر تجربة تنفيذ مخرجة لعمل في الشارع إنجازاً مهم للمرأة السعودية ويحكي قصة كفاح مسيرة صناعة السينما السعودية.
وحرص فريق العمل على مراعاة واحترام القوانين المعمول بها والمجتمع وتقاليده وظروفه حتى يضمنوا التصوير بسلاسة.

## الإستقبال

ملصق الفيلم عند عرضه في صالات السينما الإيطالية، وعنوان الفيلم في هذا السوق كان الدراجة الخضراء.

خلال عرضه في مهرجان دبي السينمائي امتلأت صالة السينما بالجمهور، وكان عدد الجمهور السعودي كبير، وبلغ عدد من حضر العرض أكثر من ألفين وخمسمائة. ومثل الفيلم السعودية في مهرجان فينيسيا السينمائي الدولي كبلد منتج للمرة الأولى في تاريخه، إلى جانب كونه أول فيلم سعودي تٌباع حقوق عرضه السينمائي لشركات أمريكية وأوروبية.، وبعد عرضه في مهرجان لندن السينمائي، وصنّفته جريدة الغارديان البريطانية ضمن الخمسة الأوائل.
تم بيع الفيلم في أغلب أنحاء العالم وفي أمريكا تم بيعه لشركة سوني كلاسيك أهم شركة أمريكية لتوزيع الأفلام الأجنبية في أمريكا الشمالية.

### ردود النقاد
لاقى القيلم إشادات ممتازة من بعض النقاد، فيليب فرنش في الغارديان البريطانية قارنه بـ «الكلب الأندلسي» للوي بونويل والرجل الهاديء لجون فورد. كلاوديا بويغ من صحيفة يو إس إيه توداي كتبت تقول «ليس فقط أن الفيلم منفذ بحرفية حذقة وبتمثيل فائق، لكن «وجدة» يسلط ضوءاً على ما تواجهه المرأة منذ طفولتها في ظل نظام قامع». من ناحيته وصف أنطوني لاين المخرجة: «ذكية جداً لحد أنها لن تبالغ في لعب رمزيتها…. لكن دفع الفيلم، عند النهاية، لا يمكن أن يكون أكثر ضرورة». هناك نسبة تتجاوز الثمانين بالمئة من نقاد العالم الغربي (أميركا، كندا وأوروبا) الذين استحسنوا الفيلم بمعدّل جيد إلى تحفة.
الناقد اللبناني محمد رضا إكتفى بنجمتين للفيلم وعلق قائلا: «سيبقى الفيلم عملا مهما لصاحبته، كما سيلقى رد فعل إيجابيا مستندا إلى أنه أول فيلم سعودي لامرأة، لكن المسألة تبقى عند هذا الحد. لا استغلال للفرصة لإطلاق فيلم يمكن له، لجانب إثارة القضايا (وهو أسهل الأمور في كل الفنون)، طرح ما هو فني وإبداعي وتشكيلي في المقابل».

## جوائز
حصل الفيلم على ثلاث جوائز عالمية خلال مهرجان البندقية السينمائي الـ 69 والجوائز هي جائزة سينما فناير وجائزة الاتحاد الدولي لفن السينما وجائزة انترفيلم. وفي الدورة التاسعة لمهرجان دبي السينمائي الدولي حصلت هيفاء المنصور على جائزة المهر الذهبي لأفضل فيلم روائي عربي عن فيلمها «وجدة».

### جائزة الأوسكار
أختير فيلم وجدة ضمن الترشيحات الأولية لجائزة الأوسكار لأفضل فيلم بلغة أجنبية لعام 2013، ليصبح بذلك أول فيلم سعودي يصل إلى هذه المرحلة المتقدمة في أهم محفل سينمائي على مستوى العالم. وقبل الفيلم من قبل اللجنة المختصة في أكاديمية العلوم والفنون الأميركية ضمن قائمة طويلة تحتوي على 77 فيلم أجنبي، لكنه فشل في الدخول إلى القائمة الأخيرة في ترشيحات الأوسكار.

## وصلات خارجية
لا توجد روابط لمواقع التواصل الاجتماعي.

- مقالات تستعمل روابط فنية بلا صلة مع ويكي بيانات